# Cesare Moretti
Cesare Moretti fue un deportista italiano que compitió en ciclismo en la modalidad de pista. Ganó una medalla de plata en el Campeonato Mundial de Ciclismo en Pista de 1926, en la prueba de velocidad individual.

## Medallero internacional
| Campeonato Mundial | Campeonato Mundial | Campeonato Mundial | Campeonato Mundial       |
| Año                | Lugar              | Medalla            | Competición              |
| ------------------ | ------------------ | ------------------ | ------------------------ |
| 1926               | Milán (Italia)     | Medalla de plata   | Velocidad individual (P) |

## Palmarés
- 1910
  - 1.º en el Gran Premio de Angers
- 1913
  - 1.º en los Gran Premio de la UVF
- 1922
  - Campeón de Italia en Velocidad
- 1923
  - Campeón de Italia en Velocidad 
  - 1.º en el Gran Premio de Copenhague
- 1924
  - Campeón de Italia en Velocidad 
  - 1.º en el Gran Premio de Copenhague
- 1925
  - Campeón de Italia en Velocidad
- 1926
  - Campeón de Italia en Velocidad 
  - 1.º en el Gran Premio de Copenhague
- 1927
  - Campeón de Italia en Velocidad